# يوليوس هوزر
يوليوس هوزر (بالإنجليزية: Julius Hauser)‏ هو مصرفي أمريكي، ولد في 7 أغسطس 1854 في دوقية بادن الكبرى في القيصرية الألمانية، وتوفي في 26 مارس 1920 بسبب سرطان المعدة.